# Bresse
Bresse (provansalsko Brêsse) je nekdanja provinca v zgodovinski vzhodni francoski regiji Rona-Alpe, med Burgundijo in Juro. Geografski pojem ima dva pomena: Bresse bourguignone (ali louhannaise), ki leži na vzhodu departmaja Saône-et-Loire, in Bresse, slednji leži v departmaju Ain. Bresse se razprostira od Dombesa na jugu do reke Doubs na severu in od reke Saone na zahodu do Švicarske Jure na vzhodu.

## Zgodovina
Bresse je v srednjem veku pripadal gospodi v Bâgéju, od katerih je leta 1272 prešel k Savojcem. Provinca je bila ustanovljena v prvi polovici 15. stoletja. Na začetku je bilo njeno glavno mesto Bâgé, njegova lega v bližini francoske meje pa je spodbudila nastanek novega središča v Bourg-en-Bresse. Bresse je bil na udaru francoskega kralja Henrika IV., ki je hotel povečati svoje ozemlje. Leta 1601 je bila provinca s sporazumom v Lyonu predana Franciji, v kateri je skupaj s provinco Bugey oblikovala sprva ločeno oblast, kasneje del oblasti v Burgundiji. Savojska gospoda je v zameno za Bresse in Bugey dobila ozemlje Château-Dauphin v Piemontu.

## Naselja
- Bourg-en-Bresse
- Chalon-sur-Saône
- Louhans

## Jezik
Jezik Bressan, dialekt frankoprovansalščine, je bil osnovni jezik poluradnega komuniciranja na podeželju vse do 70-ih let 20. stoletja.